# Leo Tindemans
Leonard Clemence "Leo" Tindemans (Zwijndrecht, 1922. április 16. – 2014. december 26.) belga politikus és államférfi, Belgium miniszterelnöke 1974 és 1978 között. 1979 után az Európai Parlament képviselője volt, majd 1994–95-ben a róla elnevezett Tindemans-csoport elnöke.

## Élete
Tindemans az Antwerpenhez közeli Burcht faluban született, a második világháború alatt kereskedelmi ismereteket tanult Antwerpenben, majd a háború után a Genti Egyetemen közgazdasági tanulmányokat folytatott. Kereskedelmi, közgazdasági és politikatudományi diplomákat szerzett. Már a belga parlament tagja volt, amikor további diplomát szerzett a Leuveni Katolikus Egyetemen és az egyetem emeritus professzora lett. Utóda, Paul Vanden Boeynants azt mondta róla: „Leo túl sokat tanult politikus létére” és megjósolta, hogy sosem fog ötezer szavazatnál többet szerezni.

## Politikai pályafutása
- 1961–1989: a belga parlament alsóházának képviselője
- 1965–1973: Edegem belga település polgármestere
- 1968–1972: holland közösségi kapcsolatokért felelős miniszter
- 1972–1973: mezőgazdasági miniszter
- 1973–1974: miniszterelnök-helyettes
- 1973–1974: költségvetési miniszter
- 1974–1978: miniszterelnök
- 1976–1985: az Európai Parlamentben az EPP-ED frakció vezetője
- 1979–1981: a flamand CVP párt elnöke
- 1981–1989: külügyminiszter
- 1994–1995: a róla elnevezett Tindemans-csoport elnöke, amelyek az európai intézmények jövőjéről szóló jelentés elkészítésére kértek fel, beleértve az EU kibővítését a közép- és kelet-európai jelentkezőkkel.

## A Tindemans-kormány összetétele

### Tindemans I.
| Miniszteri tiszt                                         | Név                   | Párt |
| -------------------------------------------------------- | --------------------- | ---- |
| Miniszterelnök                                           | Leo Tindemans         | CVP  |
| Miniszterelnök-helyettes és honvédelmi miniszter         | Paul Vanden Boeynants | PSC  |
| Pénzügyminiszter                                         | Willy De Clercq       | PVV  |
| Külügy- és nemzetközi együttműködésért felelős miniszter | Renaat Van Elslande   | CVP  |
| Közegészségügyi és családügyi miniszter                  | Jos De Saeger         | CVP  |
| Szociális miniszter                                      | Placide De Paepe      | CVP  |
| Igazságügyminiszter                                      | Herman Vanderpoorten  | PVV  |
| Külkereskedelmi miniszter                                | Michel Toussaint      | PLP  |
| Kereskedelmi miniszter                                   | Charles Hanin         | PSC  |
| Foglalkoztatás-, munka és vallon-ügyi miniszter          | Alfred Califice       | PSC  |
| Mezőgazdasági miniszter                                  | Albert Lavens         | CVP  |
| Francia kulturális miniszter                             | Jean-Pierre Grafé     | PSC  |
| Szállítmányozási és távközlési miniszter                 | Jos Chabert           | CVP  |
| Középosztályért felelős miniszter                        | Louis Olivier         | PLP  |
| Nemzeti oktatási miniszter (francia)                     | Antoine Humblet       | PSC  |
| Közmunkaügyi miniszter                                   | Jean Defraigne        | PLP  |
| Gazdasági miniszter                                      | André Oleffe          | PSC  |
| Holland kulturális és flamandügyi miniszter              | Rika De Backer        | CVP  |
| Nemzeti oktatási miniszter (flamand)                     | Herman De Croo        | PVV  |

### Tindemans II.
1977. június 3-án lépett hivatalba az átszervezett kormány, amelyben helyet kaptak az FDF (Front démocratique des francophones) és a flamand nacionalista Volksunie politikusai is.
| Miniszteri tiszt                                       | Név                   | Párt |
| ------------------------------------------------------ | --------------------- | ---- |
| Miniszterelnök                                         | Leo Tindemans         | CVP  |
| Miniszterelnök-helyettes és közigazgatási miniszter    | Léon Hurez            | PS   |
| Miniszterelnök-helyettes és honvédelmi miniszter       | Paul Vanden Boeynants | PSC  |
| Igazságügyminiszter                                    | Renaat Van Elslande   | CVP  |
| Külügyminiszter                                        | Henri Simonet         | PS   |
| Társadalombiztosítási miniszter, szociális államtitkár | Alfred Califice       | PSC  |
| Közlekedési miniszter                                  | Jos Chabert           | CVP  |
| Nemzeti oktatási miniszter (holland)                   | Jef Ramaekers         | BSP  |
| Mezőgazdasági és középosztályért felelős miniszter     | Antoine Humblet       | PSC  |
| Holland kulturális és flamandügyi miniszter            | Rika De Backer        | CVP  |
| Nemzeti oktatási miniszter (francia)                   | Joseph Michel         | PSC  |
| Közegészségügyi és környezetvédelmi miniszter          | Luc Dhoore            | CVP  |
| Pénzügyminiszter                                       | Gaston Geens          | CVP  |
| Külkereskedelmi miniszter                              | Hektor De Bruyne      | VU   |
| Nemzetközi együttműködésért felelős miniszter          | Lucien Outers         | FDF  |
| Távközlési és a brüsszeli régióért felelős miniszter   | Léon Defosset         | FDF  |
| Nyugdíjügyi miniszter                                  | Jos Wijninckx         | BSP  |
| Foglalkoztatás és munkaügyi miniszter                  | Guy Spitaels          | PS   |
| Belügyminiszter                                        | Henri Boel            | BSP  |
| Tudományos kutatásért felelős miniszter                | Rik Vandekerckhove    | VU   |
| Francia kulturális miniszter                           | Jean-Maurice Dehousse | PS   |
| Közmunka- és vallonügyi miniszter                      | Guy Mathot            | PS   |
| Gazdasági miniszter                                    | Willy Claes           | BSP  |

## Tindemans szerepe az európai integrációban
Az 1974-es párizsi csúcstalálkozón (1974. december 9-10.) az EK vezetői felkérték Tindemans-t, aki akkor belga miniszterelnök volt, hogy szakértők bevonásával készítsen egy jelentést az európai integráció jövőjéről, az "Európai Unió" értelmezéséről. Az EU-9 ezzel jelezte a politikai szándékot az integrációs folyamat újraindítására, amelyet az olajárrobbanás által kiváltott gazdasági válság majdnem teljesen szétzilált. Tindemans, aki régóta az európai integráció hive volt, nemcsak az EGK intézményeivel, hanem több száz, a politika, gazdaság, kereskedelem, szakszervezetek és értelmiségiek közül kiválasztott személlyel konzultált.
A Tindemans-csoport 1975-ben készült el jelentésével, amelyet 1975. december 29-én hoztak nyilvánosságra és amelyben az egységesebb és integráltabb Európa megvalósítását szorgalmazták. Bár nyíltan nem fogalmazta meg, hogy egy új alapító szerződést írjanak alá a tagállamok, a Tindemans-jelentés mindenesetre javasolta a meglévő intézmények konszolidációját és új, közös politikák kidolgozását. A jelentés szorgalmazta még az Európai Bizottság szerepének és hatáskörének bővítését, és ezért javasolta, hogy a bizottság elnökét az Európai Tanács nevezze ki és a Parlament hagyja jóvá. Emellett javasolta, hogy az Európai Parlament képviselőit közvetlen választásokon válasszák meg (akkor még a nemzeti parlamentek delegálták a képviselőket).
Ebben a jelentésben fogalmazták meg először a "kétsebességes Európa" elvét. Mivel a kilenc akkori tagállamból nem mindegyik tudta vagy akarta egyformán teljesíteni az integrációból adódó kötelezettségeket, Tindemans javasolta, hogy teremtsék meg a lehetőséget arra, hogy egyes országok szabadon előrehaladhassanak az integrációval, anélkül, hogy a lemaradók ebben megakadályozzák ezeket. Előbbieknek viszont segítséget kell nyújtani, hogy lehetőségük legyen a felzárkózásra (amennyiben erre hajlandóságot mutatnak). Ezzel az elvvel sokan nem értettek egyet, mivel körülményessé tette volna a közösségi vívmányok alkalmazását, a külkapcsolatokat, a költségvetés elfogadását. Ugyanakkor bizonyos államok attól tartottak, hogy az előrehaladottabban jobb elbírálásban, több előnyben részesülnek. Az elvet ekkor végül elvetették, de az integráció folyamatában később visszatért, erre példa az euró bevezetése és a schengeni egyezmény létrehozása is.

## Fordítás
Ez a szócikk részben vagy egészben  a   Leo Tindemans című holland Wikipédia-szócikk fordításán alapul.  Az eredeti cikk szerkesztőit annak laptörténete sorolja fel. Ez a jelzés csupán a megfogalmazás eredetét és a szerzői jogokat jelzi, nem szolgál a cikkben szereplő információk forrásmegjelöléseként.